# Заявление Шермана

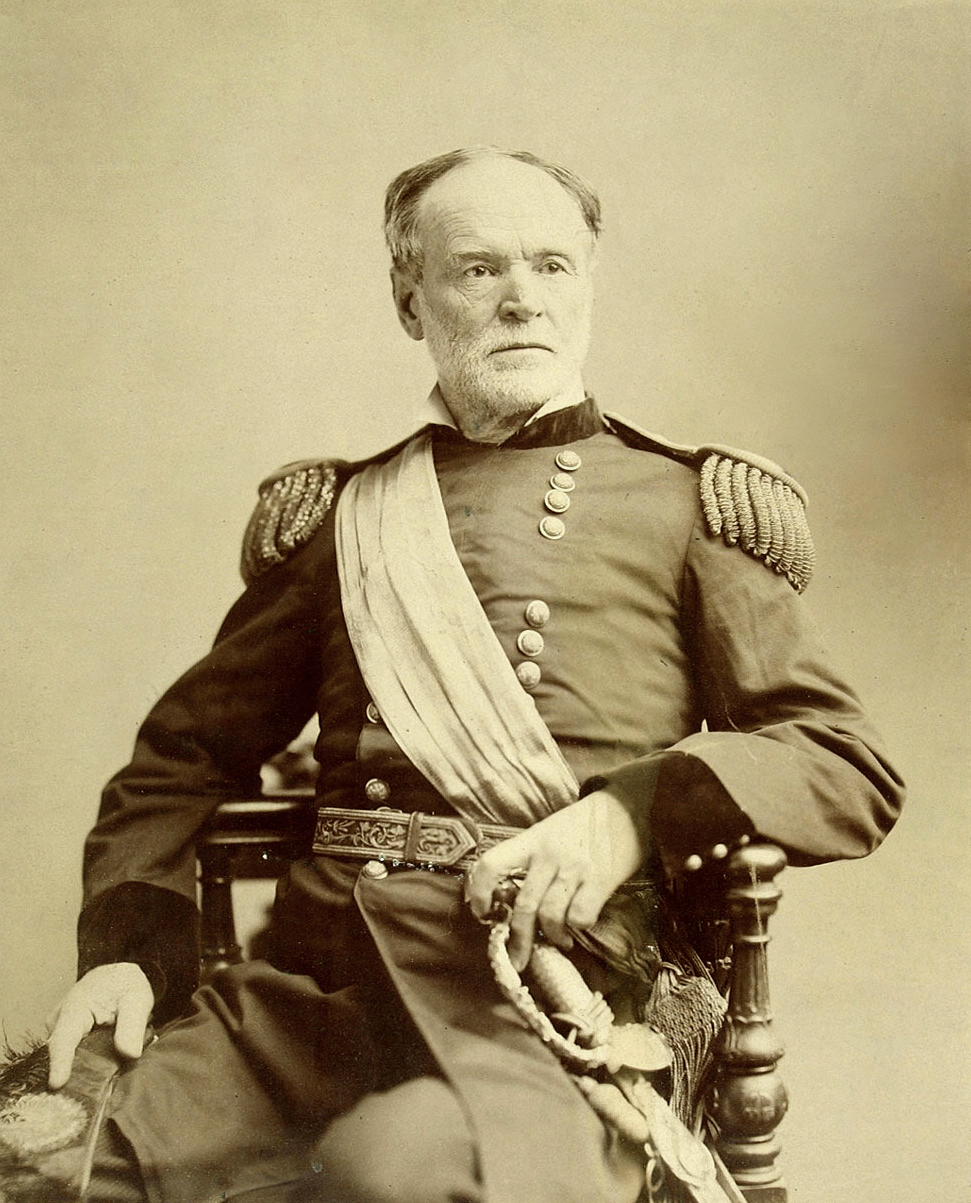
Уильям Т. Шерман. 1888 год. Фото Наполеона Сарони

Заявление Шермана — в американском политическом жаргоне прямое и недвусмысленное заявление потенциального кандидата на выборную должность о нежелании баллотироваться. Происходит от телеграммы Уильяма Текумсе Шермана 1884 года, не раз повторялось и перефразировалось различными потенциальными кандидатами на выборные должности.
Если меня выдвинут, я не буду баллотироваться; если меня назначат — я откажусь; если меня изберут, я не буду исполнять обязанности.Оригинальный текст (англ.)If drafted, I will not run; if nominated, I will not accept; if elected, I will not serve.

## История
Генерал Гражданской войны в США, вышедший в отставку в 1883 году, Уильям Текумсе Шерман ответил желающим выдвинуть его кандидатом в президенты США на выборах 1884 года телеграммой:

Я не буду участвовать в выборах в случае выдвижения и не буду служить в случае избрания. Оригинальный текст (англ.)I will not accept if nominated, and will not serve if elected.— Шерман, 1884
Это заявление Шермана восходило к его данному тринадцатью годами ранее обещанию:

Настоящим я недвусмысленно заявляю, что никогда не был и никогда не стану кандидатом в Президенты; если меня выдвинет какая-либо партия, я безапелляционно откажусь, и даже при единогласном избрании я не буду исполнять обязанности.Оригинальный текст (англ.)I hereby state, and mean all that I say, that I never have been and never will be a candidate for President; that if nominated by either party, I should peremptorily decline; and even if unanimously elected I should decline to serve.— Шерман, 1871
В историю заявление вошло в виде комбинации этих двух цитат.

## Использование заявления Шермана
На американских выборах 1944 года действующий президент Франклин Рузвельт, несмотря на всё более ухудшающееся здоровье, решил баллотироваться на рекордный четвёртый срок президентства подряд и инвертировал заявление. Он заявил, что чувствует обязанность продолжать службу в случае своего избрания:
Если народ прикажет мне остаться в этом офисе в этой войне, то у меня столь же мало прав уйти, как и у солдата, желающего покинуть своё место в строю.Оригинальный текст (англ.)If the people command me to continue in this office and in this war, I have as little right to withdraw as the soldier has to leave his post in the line.
Дуайт Эйзенхауэр хотел «использовать слова, подобные Шерманским», когда многие убеждали его выдвинуться в президенты, но не сделал этого, так как верил, что «никто не вправе категорически отказываться от выполнения службы, которую может потребовать от него страна».
31 марта 1968 года президент США Линдон Джонсон в обращении к нации сослался на свою предвзятость в отношении войны во Вьетнаме и сообщил об отказе выдвигаться на второй президентский срок, заявив:
Я не собираюсь номинироваться на второй срок в качестве вашего президента и не приму выдвижение от своей партии.Оригинальный текст (англ.)I shall not seek, and I will not accept, the nomination of my party for another term as your president.
Впоследствии американские журналисты часто требовали от потенциальных кандидатов вместо уклончивых отказов следовать формулировке заявления Шермана. В 1983 году известный своим остроумием конгрессмен-демократ от Аризоны Моррис Юдалл, бывший ранее кандидатом в президенты, ответил по поводу выдвижения на выборы 1984 года: «Если меня номинируют — я выдвинусь [сбегу] в Мексику, в случае избрания я буду избегать экстрадиции» (англ. If nominated, I shall run to Mexico. If elected, I shall fight extradition.).
В 1995 году в США была начата избирательная кампания «Унабомбера в президенты», в которой учёный и террорист Унабомбер выступал как протестный кандидат, поддержанный панками, анархистами и некоторыми другими контр-культурными и оппозиционными группами. Девизом кампании была фраза «в случае избрания он не будет служить» (англ. „if elected, he will not serve“).
В июне 2004 года бывший лидер Шотландской национальной партии Алекс Салмонд на вопрос о возможном возвращении на пост руководителя партии ответил: «В случае номинации я откажусь, в случае назначения я отклоню свою кандидатуру, в случае избрания я сложу полномочия» (англ. if nominated I’ll decline. If drafted I’ll defer. And if elected I’ll resign). Через месяц он изменил своё мнение и снова возглавил партию, в итоге в 2007 году заняв должность первого министра Шотландии.
Отвечая агентству Fox News о своём желании баллотироваться в президенты на выборах 2008 года, вице-президент Дик Чейни практически дословно процитировал Шермана.
В 2007 году когда поддержавшего Хиллари Клинтон губернатора Огайо Теда Стрикленда спросили про возможность занятия им пост вице-президента в качестве её напарника на выборах, тот ответил заявлением Шермана, повторив его позже относительно планов своего участия в предвыборной кампании Барака Обамы.
Командовавший войсками США в Ираке и, позднее, в Афганистане генерал Дэвид «Царь Давид» Петреус ответил заявлением Шермана на вопрос о своих планах по поводу президентских выборов 2012 года.
Пол Райан использовал заявление Шермана в апреле 2016 года в ответ на предложение стать кандидатом в президенты на открытом съезде Республиканской партии.
Писатель Стивен Кинг по поводу выборов в губернаторы штата Мэн в 2018 году заявил: «Если номинируют — не буду баллотироваться, если изберут — не буду служить. Так, кажется, говорил кто-то известный» (англ. if nominated I will not run, and if elected, I will not serve. I think somebody famous said that.).